# University of the Pacific Men's Volleyball 2014
Questa voce raccoglie le informazioni riguardanti la University of the Pacific Men's Volleyball nella stagione 2014.

## Stagione
La stagione 2014 è la ventiduesima per coach Joe Wortmann sulla panchina dei Tigers. Il suo staff è composto dal solo Jeff Hendershot, al primo anno nel ruolo di assistente allenatore.
La rosa della squadra subisce una drastica rivoluzione con undici nuovi innesti, tutti provenienti da scuole superiori, che vanno a sostituire i sette giocatori che hanno lasciato il programma.
Il campionato si apre col successo in campo neutro sulla California State University, Northridge, seguito da una lunga striscia di nove sconfitte, interrotta a sua volta solo dopo il successo interno contro la University of California, San Diego. Dopo altre tredici sconfitte consecutive, la maggior parte delle quali senza neanche riuscire a strappare un set agli avversari, i Tigers ottengono la terza ed ultima vittoria stagionale ai danni della California Baptist University. Nelle restanti due gare di regular season arrivano altre due secche sconfitte per 3-0. Con un record di conference di 2 vittorie e 19 sconfitte ancora una volta il programma termina la propria stagione col concludersi della regular season, senza centrare la qualificazione al Torneo MPSF.
Tra i giocatori si distingue Thomas Hodges, inserito nell'All-MPSF Freshman Team.

## Organigramma societario
Area direttiva
- Presidente: Ted Leland
- Manager tecnico: Jordan Blakeley

Area tecnica
- Allenatore: Joe Wortmann
- Assistente allenatore: Jeff Hendershot

## Rosa
| N° | Nome                 | Ruolo | Data di nascita  | Nazionalità sportiva | Anno      |
| -- | -------------------- | ----- | ---------------- | -------------------- | --------- |
| 1  | Marty Ross           | C     |                  | Stati Uniti          | Sophomore |
| 2  | Javier Caceres       | L     |                  | Porto Rico           | Senior    |
| 3  | Peter Edwards        | S     |                  | Stati Uniti          | Sophomore |
| 5  | Ryan Anselmo         | S     |                  | Stati Uniti          | Freshman  |
| 6  | Ryan Genn            | S/O   |                  | Stati Uniti          | Freshman  |
| 7  | Marco Grasso         | P     |                  | Brasile              | Sophomore |
| 8  | Edgardo Cartagena    | S/O   | 8 novembre 1994  | Porto Rico           | Sophomore |
| 9  | Charles McCarthy     | S     |                  | Stati Uniti          | Freshman  |
| 10 | Thomas Carmody       | C     | 24 novembre 1992 | Stati Uniti          | Junior    |
| 11 | Christian Franceschi | S     |                  | Stati Uniti          | Freshman  |
| 12 | Griffin McKinzie     | S/O   |                  | Stati Uniti          | Freshman  |
| 13 | Joshua Stewart       | P     |                  | Stati Uniti          | Freshman  |
| 14 | Giovanni Llinas      | S     | 22 ottobre 1994  | Porto Rico           | Sophomore |
| 15 | Matthew Dorn         | C     |                  | Stati Uniti          | Freshman  |
| 16 | Braden Carter        | C     |                  | Stati Uniti          | Freshman  |
| 17 | Jodiah Herbert       | S     |                  | Stati Uniti          | Freshman  |
| 18 | Griffin Ender        | L     |                  | Stati Uniti          | Sophomore |
| 19 | Tony Tauiliili       | P     |                  | Stati Uniti          | Freshman  |
| 20 | Thomas Hodges        | O     | 4 luglio 1994    | Australia            | Freshman  |
| 21 | Ashton King          | C     |                  | Stati Uniti          | Freshman  |
| 23 | Micah Goshi          | L     |                  | Stati Uniti          | Sophomore |

## Mercato
| Acquisti | Acquisti         | Acquisti                  | Acquisti   |
| R.       | Nome             | da                        | Modalità   |
| -------- | ---------------- | ------------------------- | ---------- |
| S        | Ryan Anselmo     | Trabueno High School      | definitivo |
| S/O      | Ryan Genn        | Amador Valley High School | definitivo |
| S/O      | Griffin McKinzie | Amador Valley High School | definitivo |
| P        | Joshua Stewart   | Bellarmine College        | definitivo |
| C        | Matthew Dorn     | Westview High School      | definitivo |
| C        | Braden Carter    | Royal High School         | definitivo |
| S        | Jodiah Herbert   | Willow Glen High School   | definitivo |
| P        | Joshua Stewart   | El Camino High School     | definitivo |
| O        | Thomas Hodges    | Melbourne Univ. Renegades | definitivo |
| C        | Ashton King      | Crespi Carmelite HS       | definitivo |
| L        | Micah Goshi      | 'Iolani School            | definitivo |

| Cessioni | Cessioni         | Cessioni | Cessioni |
| R.       | Nome             | a        | Modalità |
| -------- | ---------------- | -------- | -------- |
| S        | Matthew Houlihan | -        | ritirato |
| P        | Patrick Tunnell  | -        | ritirato |
| P/S      | Adam Troy        | -        | ritirato |
| C        | Ryan Smith       | -        | ritirato |
| S        | Taylor Hughes    | -        | ritirato |
| C        | James Tringham   | -        | ritirato |
| C        | Christian Ahlin  | -        | ritirato |

## Risultati

### Division I NCAA

#### Regular season

##### Girone
| 4 gennaio 2014 Rob Gym, Santa Barbara            | Pacific             | 3 - 1 | CSU Northridge      | 26-24, 25-27, 25-19, 25-16        |
| 10 gennaio 2014 Alex G. Spanos Center, Stockton  | Pacific             | 2 - 3 | Grand Canyon        | 16-25, 23-25, 25-19, 25-22, 15-12 |
| 11 gennaio 2014 Alex G. Spanos Center, Stockton  | Pacific             | 0 - 3 | Lewis               | 19-25, 19-25, 20-25               |
| 17 gennaio 2014 Rob Gym, Santa Barbara           | UC Santa Barbara    | 3 - 0 | Pacific             | 25-17, 25-19, 25-21               |
| 18 gennaio 2014 Pauley Pavilion, Los Angeles     | UC Los Angeles      | 3 - 0 | Pacific             | 25-19, 25-16, 25-18               |
| 23 gennaio 2014 Van Dyne Gym, Riverside          | California Baptist  | 3 - 1 | Pacific             | 25-20, 21-25, 25-23, 25-15        |
| 25 gennaio 2014 Smith Fieldhouse, Provo          | Brigham Young       | 3 - 0 | Pacific             | 25-19, 25-20, 25-19               |
| 31 gennaio 2014 Alex G. Spanos Center, Stockton  | Pacific             | 2 - 3 | CSU Northridge      | 20-25, 25-19, 25-19, 22-25, 11-15 |
| 1º febbraio 2014 Alex G. Spanos Center, Stockton | Pacific             | 0 - 3 | CSU Long Beach      | 22-25, 12-25, 16-25               |
| 7 febbraio 2014 Alex G. Spanos Center, Stockton  | Pacific             | 0 - 3 | UC Irvine           | 20-25, 22-25, 16-25               |
| 8 febbraio 2014 Alex G. Spanos Center, Stockton  | Pacific             | 3 - 1 | UC San Diego        | 22-25, 25-21, 25-23, 25-23        |
| 12 febbraio 2014 Alex G. Spanos Center, Stockton | Pacific             | 0 - 3 | Stanford            | 25-19, 26-24, 25-17               |
| 14 febbraio 2014 Alex G. Spanos Center, Stockton | Pacific             | 1 - 3 | Brigham Young       | 19-25, 16-25, 25-20, 19-25        |
| 22 febbraio 2014 Alex G. Spanos Center, Stockton | Pacific             | 0 - 3 | UC Santa Barbara    | 15-25, 17-25, 23-25               |
| 23 febbraio 2014 Alex G. Spanos Center, Stockton | Pacific             | 0 - 3 | UC Los Angeles      | 15-25, 26-28, 20-25               |
| 28 febbraio 2014 The Matadome, Los Angeles       | CSU Northridge      | 3 - 0 | Pacific             | 25-22, 25-17, 25-15               |
| 1º marzo 2014 Walter Pyramid, Long Beach         | CSU Long Beach      | 3 - 0 | Pacific             | 25-15, 25-19, 25-18               |
| 7 marzo 2014 Galen Center, Los Angeles           | Southern California | 3 - 0 | Pacific             | 25-20, 25-22, 25-15               |
| 8 marzo 2014 Firestone Fieldhouse, Malibù        | Pepperdine          | 3 - 0 | Pacific             | 25-19, 25-18, 25-21               |
| 17 marzo 2014 Alex G. Spanos Center, Stockton    | Pacific             | 0 - 3 | Hawaii              | 18-25, 19-25, 20-25               |
| 18 marzo 2014 Alex G. Spanos Center, Stockton    | Pacific             | 0 - 3 | Hawaii              | 22-25, 21-25, 15-25               |
| 28 marzo 2014 Alex G. Spanos Center, Stockton    | Pacific             | 1 - 3 | Southern California | 20-25, 25-20, 25-21, 25-20        |
| 29 marzo 2014 Alex G. Spanos Center, Stockton    | Pacific             | 1 - 3 | Pepperdine          | 15-25, 25-19, 19-25, 25-27        |
| 3 aprile 2014 Maples Pavilion, Stanford          | Stanford            | 3 - 0 | Pacific             | 25-17, 25-18, 25-21               |
| 5 aprile 2014 Alex G. Spanos Center, Stockton    | Pacific             | 3 - 0 | California Baptist  | 25-14, 25-18, 25-22               |
| 11 aprile 2014 RIMAC Arena, La Jolla             | UC San Diego        | 3 - 0 | Pacific             | 25-22, 25-20, 25-17               |
| 12 aprile 2014 Crawford Court, Irvine            | UC Irvine           | 3 - 0 | Pacific             | 25-21, 25-18, 25-18               |

## Statistiche

### Statistiche di squadra
| Competizione    | Punti | In casa | In casa | In casa | In trasferta | In trasferta | In trasferta | Campo neutro | Campo neutro | Campo neutro | Totale | Totale | Totale |
| Competizione    | Punti | G       | V       | P       | G            | V            | P            | G            | V            | P            | G      | V      | P      |
| --------------- | ----- | ------- | ------- | ------- | ------------ | ------------ | ------------ | ------------ | ------------ | ------------ | ------ | ------ | ------ |
| NCAA Division I | .111  | 2       | 13      | 15      | 0            | 11           | 11           | 1            | 0            | 1            | 3      | 24     | 27     |
| Totale          | .111  | 2       | 13      | 15      | 0            | 11           | 11           | 1            | 0            | 1            | 3      | 24     | 27     |

G = partite giocate; V = partite vinte; P = partite perse

### Statistiche dei giocatori
| Giocatore     | Division I NCAA | Division I NCAA | Division I NCAA | Division I NCAA | Division I NCAA | Totale | Totale | Totale | Totale | Totale |
| Giocatore     | P               | PT              | AV              | MV              | BV              | P      | PT     | AV     | MV     | BV     |
| ------------- | --------------- | --------------- | --------------- | --------------- | --------------- | ------ | ------ | ------ | ------ | ------ |
| R. Anselmo    | 8               | 2               | 1               | 0               | 1               | 8      | 2      | 1      | 0      | 1      |
| J. Caceres    | 26              | 1               | 1               | 0               | 0               | 26     | 1      | 1      | 0      | 0      |
| E. Cartagena  | 17              | 72              | 68              | 3               | 1               | 17     | 72     | 68     | 3      | 1      |
| T. Carmody    | 27              | 213             | 173             | 30              | 10              | 27     | 213    | 173    | 30     | 10     |
| B. Carter     | -               | -               | -               | -               | -               | -      | -      | -      | -      | -      |
| M. Dorn       | 16              | 48              | 43              | 5               | 0               | 16     | 48     | 43     | 5      | 0      |
| P. Edwards    | 27              | 68              | 58              | 0               | 10              | 27     | 68     | 58     | 0      | 10     |
| G. Ender      | 8               | 0               | 0               | 0               | 0               | 8      | 0      | 0      | 0      | 0      |
| C. Franceschi | 27              | 224             | 207             | 3               | 14              | 27     | 224    | 207    | 3      | 14     |
| R. Genn       | 20              | 39              | 35              | 1               | 3               | 20     | 39     | 35     | 1      | 3      |
| M. Goshi      | 24              | 0               | 0               | 0               | 0               | 24     | 0      | 0      | 0      | 0      |
| M. Grasso     | 21              | 29              | 21              | 4               | 4               | 21     | 29     | 21     | 4      | 4      |
| J. Herbert    | -               | -               | -               | -               | -               | -      | -      | -      | -      | -      |
| T. Hodges     | 23              | 277             | 248             | 8               | 21              | 23     | 277    | 248    | 8      | 21     |
| A. King       | -               | -               | -               | -               | -               | -      | -      | -      | -      | -      |
| G. Llinas     | -               | -               | -               | -               | -               | -      | -      | -      | -      | -      |
| C. McCarthy   | -               | -               | -               | -               | -               | -      | -      | -      | -      | -      |
| G. McKinzie   | -               | -               | -               | -               | -               | -      | -      | -      | -      | -      |
| M. Ross       | 18              | 86              | 75              | 9               | 2               | 18     | 86     | 75     | 9      | 2      |
| J. Stewart    | 21              | 12              | 10              | 2               | 0               | 21     | 12     | 10     | 2      | 0      |
| T. Tauiliili  | -               | -               | -               | -               | -               | -      | -      | -      | -      | -      |

P = presenze; PT = punti totali; AV = attacchi vincenti; MV = muri vincenti; BV = battute vincenti

## Premi individuali
- Thomas Hodges:

All-MPSF Freshman Team